# Menedékes lejtő

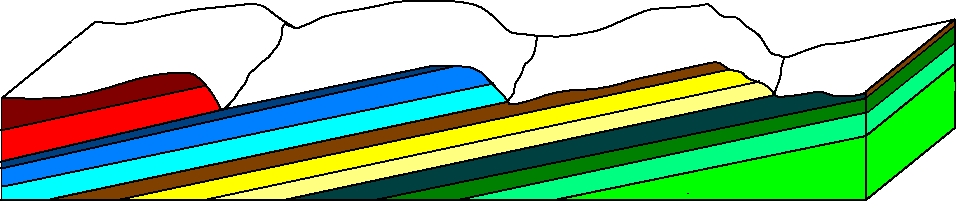
A kueszta sémája: az enyhe dőlésű közetek mállása során a szelektív erózió következtében a rétegdőléssel párhuzamosan enyhébb, a réteg dőlésére merőlegesen meredekebb lejtők alakulnak ki.

A menedékes lejtő (angolul dip slope) a rétegzett kőzetek eróziója során alakulhat ki. Az enyhén megdőlt rétegzett kőzeteknél alakulhatnak ki olyan völgyek, amelynél az egyik lejtő meredek és szabálytalan, ezzel szemben a másik lejtő enyhébb és egyenletes – ez utóbbi a menedékes lejtő. A menedékes lejtő kialakulhat szerkezeti, kőzetminőségbeli vagy kitettségbeli különbségek hatására, jellemzője, hogy a lejtő dőlésszöge megegyezik a kőzetrétegek dőlésszögével.

## Kialakulása
A rétegzett kőzetekben az egyes rétegek különböző sebességgel mállanak (például a pala gyorsabban mállik, mint a mészkő). Ilyenkor a könnyebben málló kőzetréteg a kőzetpusztulás folyamata során hamarabb erodálódik, mint az ellenállóbb kőzet.
Amennyiben a réteges kőzet vízszintesen helyezkedik el, a puhább, könnyebben elmálló réteg eltűnésével nagyjából vízszintes felület jöhet létre a kőzethatáron. Az enyhe dőlésű kőzetrétegek esetében alakul ki a kueszta (eróziós réteglépcső, a spanyol cuesta, "lejtő" jelentésű szóból). Az enyhe dőlésű rétegeken a kőzeterózió következtében kialakulhat egy aszimmetrikus hát, amelyet a szelektív erózió hoz létre. A rétegdőléssel párhuzamos, a réteglap mentén kialakuló lejtő oldala hosszú, lankás, ez a menedéklejtő, míg a rétegdőlésre merőleges lejtő (a rétegfej) meredek lépcsőt formál.
Eróziós réteglépcsőket hazánkhoz közel az Erdélyi-medence területén lehet megfigyelni.

## Fordítás
- Ez a szócikk részben vagy egészben  a   Dip slope című angol Wikipédia-szócikk ezen változatának fordításán alapul.  Az eredeti cikk szerkesztőit annak laptörténete sorolja fel. Ez a jelzés csupán a megfogalmazás eredetét és a szerzői jogokat jelzi, nem szolgál a cikkben szereplő információk forrásmegjelöléseként.